# Syllepte cohaesalis
Syllepte cohaesalis is een vlinder van de familie van de grasmotten (Crambidae). De wetenschappelijke naam van deze soort is voor het eerst voorgesteld als Botys cohaesalis door Francis Walker in een publicatie uit 1866.
De soort komt voor in Indonesië (Soela-archipel, Molukken, Tanimbar-eilanden).